# Governo Provvisorio di Difesa Nazionale
Il Governo Provvisorio di Difesa Nazionale' (in greco Προσωρινή Κυβέρνηση Εθνικής Αμύνης?, Prosoriní Kyvérnisi Ethnikís Amýnis), noto anche come Stato di Salonicco (Κράτος της Θεσσαλονίκης), fu un'amministrazione parallela, istituita nella città di Salonicco dall'ex primo ministro Eleftherios Venizelos e dai suoi sostenitori durante la prima guerra mondiale, in opposizione e in rivalità con il governo monarchico ufficiale ad Atene.
L'istituzione di questo secondo stato greco ebbe le sue origini nel dibattito sull'entrata in guerra della Grecia per conto dell'Intesa, come auspicato da Venizelos, o su una neutralità germanofila come preferita dal re Costantino I. Questo dissenso iniziò presto a dividere la società greca attorno ai due capi, dando inizio al cosiddetto "Scisma Nazionale". Nell'agosto 1916, poiché parti della Macedonia orientale non furono difese dal governo reale contro un'invasione bulgara, gli ufficiali venizelisti dell'esercito ellenico lanciarono un colpo di Stato a Salonicco sostenuto dall'Intesa. Dopo una breve esitazione, Venizelos e i suoi principali sostenitori si unirono alla rivolta e iniziarono l'istituzione di un secondo governo greco nel nord del paese, che entrò in guerra a fianco dell'Intesa. Il governo di Difesa Nazionale durò fino al giugno 1917, quando le potenze dell'Intesa costrinsero Costantino I ad abdicare e permisero a Venizelos di tornare ad Atene come Primo Ministro di un paese unificato. Tuttavia, l'istituzione del governo della Difesa Nazionale approfondì la spaccatura dello Scisma Nazionale, che avrebbe afflitto la vita politica greca per oltre una generazione, e contribuì alla catastrofe dell'Asia Minore.

## Contesto: Grecia 1914 - 1916
La Grecia era uscita vittoriosa dalle guerre balcaniche del 1912-1913, con il suo territorio quasi raddoppiato, ma si trovava in una difficile situazione internazionale. Lo stato delle isole dell'Egeo orientale occupate dai greci fu lasciato indeterminato e l'Impero ottomano continuò a rivendicarle, portando a una corsa agli armamenti navali e all'espulsione di massa di greci etnici dall'Anatolia. Nel nord, la Bulgaria, sconfitta nella seconda guerra balcanica, nutriva piani revanscisti contro la Grecia e la Serbia. I due paesi erano legati da un trattato di alleanza che prometteva assistenza militare in caso di attacco bulgaro, ma nell'agosto 1914 il pericolo sarebbe emerso da tutt'altra parte: l'assassinio dell'arciduca Francesco Ferdinando portò alla dichiarazione di guerra da parte dell'Austria -Ungheria alla Serbia e lo scoppio della prima guerra mondiale.

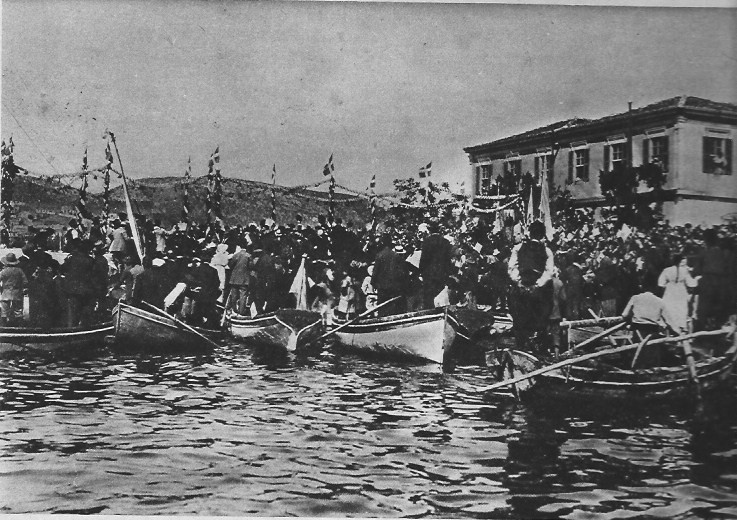
Arrivo di Venizelos a Mitileni, giugno 1916

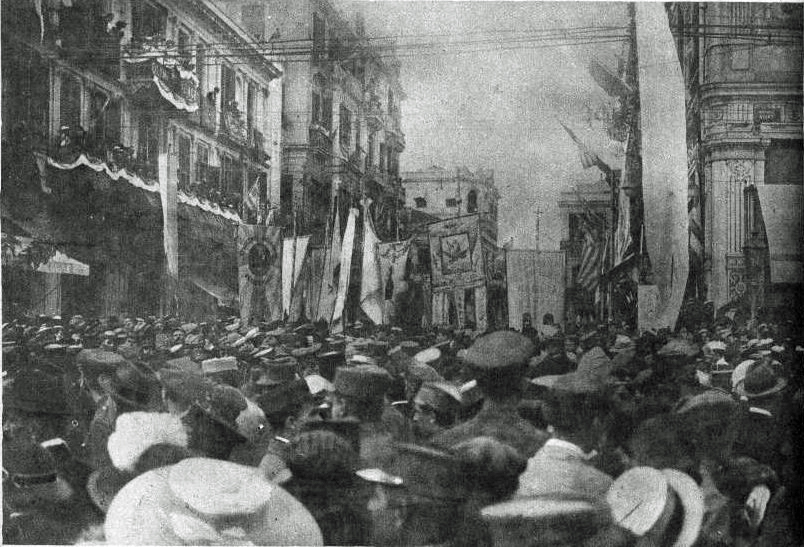
Proclamazione del governo venezelista a Salonicco, settembre 1916

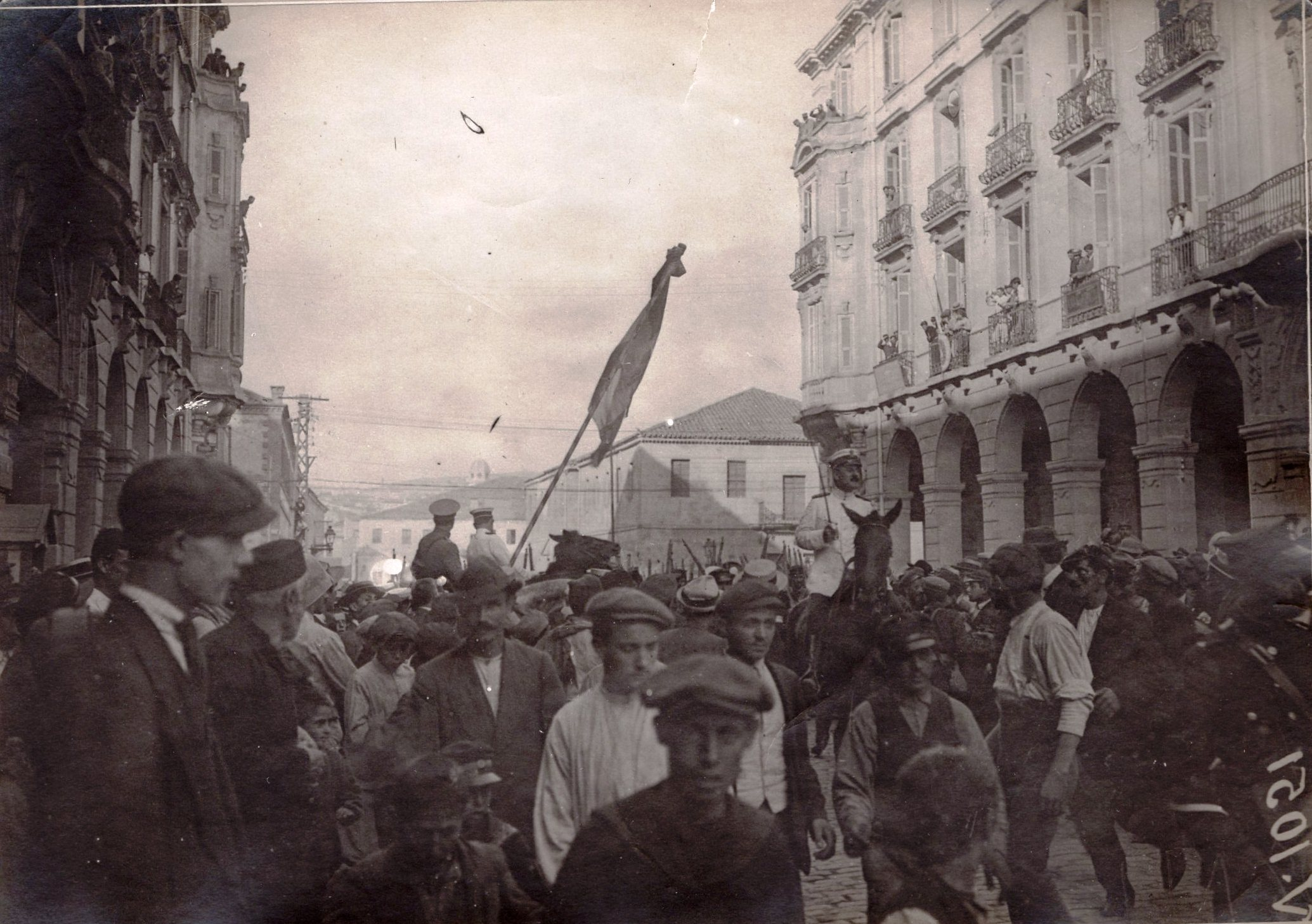
Manifestazione

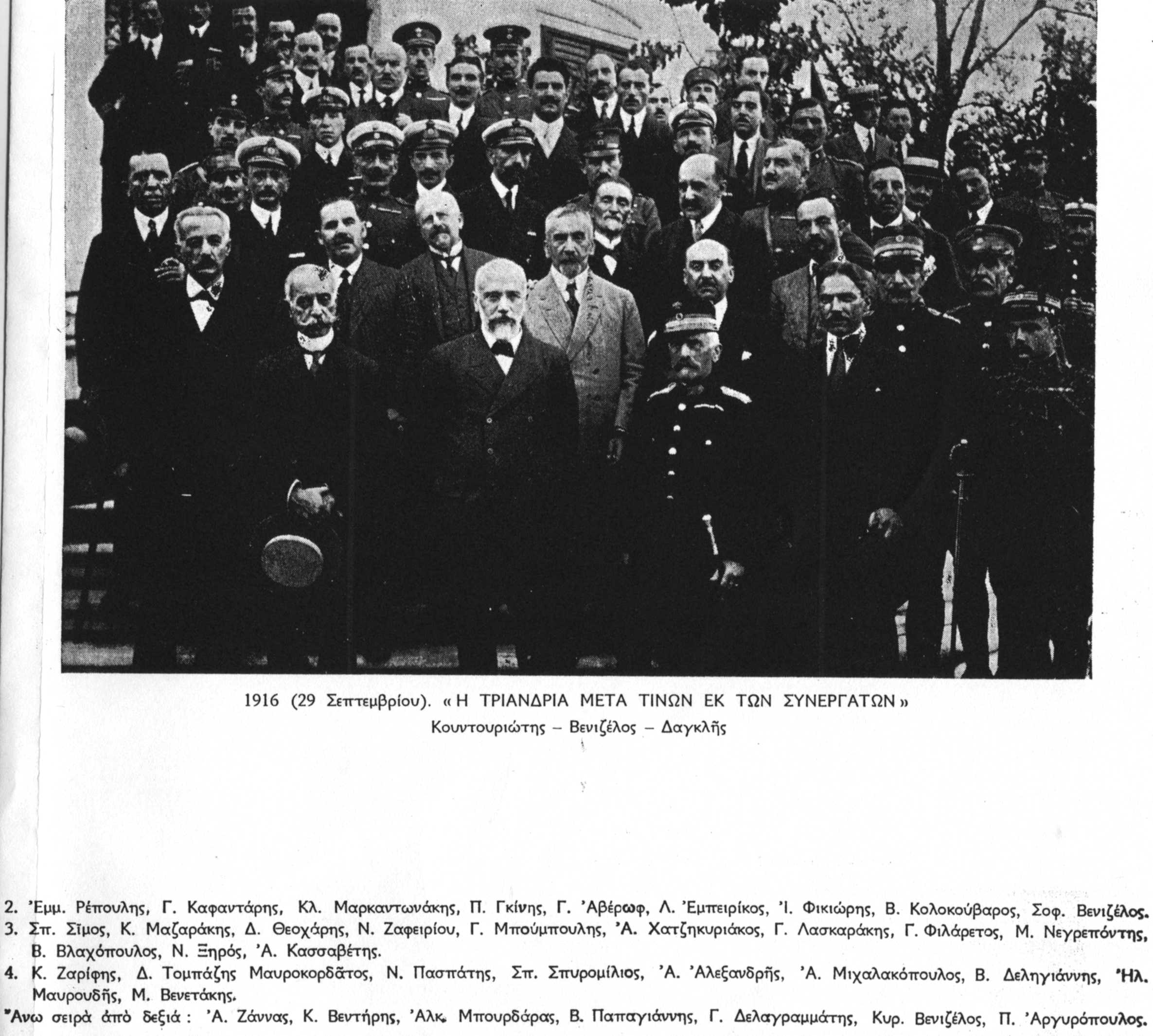
Il governo di Difesa Nazionale: il Triumvirato con collaboratori il 29 settembre 1916 (anno giuliano)

La Grecia, come la Bulgaria, mantenne inizialmente la neutralità, ma mentre la guerra continuava, entrambi i campi in guerra cominciarono a corteggiare i due paesi. A questo punto apparvero le prime spaccature tra i vertici greci: il primo ministro Eleftherios Venizelos, alla guida dal 1910 di un governo modernista e orientato ai modelli britannico e francese, sostenne l'entrata in guerra a fianco dell'Intesa, mentre il re Costantino I, che era stato educato in Germania, sposato con la sorella del Kaiser Guglielmo II e profondo ammiratore del militarismo prussiano, auspicava una vittoria tedesca. Consapevole che la Grecia fosse vulnerabile alla flotta britannica, sostenne una politica di neutralità.
All'inizio del 1915 gli inglesi offrirono alla Grecia "concessioni territoriali in Asia Minore" se avesse partecipato all'imminente campagna di Gallipoli. Venizelos sostenne questa idea, ma incontrò l'opposizione del re e dei suoi consiglieri militari. Di conseguenza, Venizelos presentò le sue dimissioni il 6 marzo [21 febbraio anno giuliano], e fu sostituito da un governo a trazione realista e guidato da Dimitrios Gounaris. Il Partito Liberale vinse le successive elezioni del maggio 1915 e Venizelos formò nuovamente un governo il 23 agosto [10 agosto anno giuliano]. Quando la Bulgaria si mobilitò contro la Serbia nel settembre 1915, Venizelos ordinò una contromobilitazione greca e invitò gli anglo-francesi a stabilirsi a Salonicco per aiutare la Serbia. In effetti, gli Alleati iniziarono lo sbarco il 22 settembre 1915  e iniziarono a trincerarsi al campo di Salonicco. Il re licenziò incostituzionalmente Venizelos e il parlamento, rendendo irreparabile la frattura tra i due uomini e i loro sostenitori. I liberali boicottarono le elezioni del dicembre 1915. Nello stesso mese, i francesi, con il permesso di Venizelos, occuparono Corfù, dove furono raccolti i resti dell'esercito serbo prima di essere inviati a Salonicco. In vista di questi eventi, fu formato a Salonicco un clandestino "Comitato rivoluzionario di Difesa nazionale" da un gruppo di eminenti liberali e rappresentanti di tutta la Macedonia, tra cui Konstantinos Angelakis (sindaco di Salonicco), Alexandros Zannas e Periklis A. Argyropoulos (rappresentanti di Salonicco), Dimitrios Dingas e Dimitrios Pazis (rappresentanti di Serres), Nikolaos Manos (rappresentante di Kozani), Panayiotis Grekos (rappresentante di Florina), Georgios Zervos (rappresentante di Drama), il maggiore generale Emmanouil Zymvrakakis e altri. Il gruppo riconobbe Venizelos come loro capo e iniziò un avvicinamento agli ufficiali dell'esercito e della gendarmeria cretese.
Durante l'anno successivo, i governi ufficiali della Grecia furono costretti a mantenere la neutralità del paese. L'ultima goccia arrivò il 25 maggio [12 maggio anno giuliano], quando il governo di Atene, cedendo alle pressioni tedesche, ordinò la resa della vitale fortezza di Rupel ai tedeschi e ai loro alleati bulgari. In risposta, il 3 giugno [21 maggio anno giuliano] i Venizelisti favorevoli all'Intesa imposero la legge marziale, abolendo di fatto la sovranità reale in tutta la Grecia settentrionale. Il 18 agosto [3 agosto anno giuliano], iniziò l'invasione bulgara della Macedonia orientale, incontrando poca resistenza, poiché il governo di Atene si rifiutò di tollerare qualsiasi decisa azione. Di conseguenza, più di 6000 uomini del IV Corpo si arresero ai tedeschi il 26 agosto [13 agosto anno giuliano], e furono deportati a Görlitz in Germania. Questa resa dei territori conquistati a fatica con una resistenza simbolica, indignò la maggior parte dei greci. Allo stesso tempo, l'insediamento del re serbo in esilio e del suo governo a Salonicco in aprile, la presenza di 120.000 soldati serbi sul fronte macedone, accompagnati dalle minacce dell'Intesa sull'istituzione di un prefetto serbo nella città, sollevarono timori che la città sarebbe stata consegnata ai serbi.

## Rivolta a Salonicco
Infuriati dalle successive umiliazioni e dall'avanzata bulgara in Macedonia, diversi ufficiali greci si radunarono a Salonicco e si offrirono volontari per raccogliere truppe e unirsi agli Alleati. Il comandante in capo alleato locale, Maurice Sarrail, accolse con favore le loro iniziative, ma furono fatti pochi progressi a causa dell'opposizione del governo greco. Il 29 agosto [16 agosto anno giuliano], il tenente colonnello Konstantinos Mazarakis-Ainian tentò di prendere il controllo del battaglione di artiglieria da montagna dell'11ª divisione di fanteria e di condurlo al fronte. A ciò si oppose il colonnello Nikolaos Trikoupis, capo di stato maggiore e comandante ad interim del III Corpo d'Armata, che inviò due compagnie alla caserma di artiglieria di Mikro Karabournou, costringendo Mazarakis ad abbandonare il suo tentativo e a ritirarsi dalla caserma.

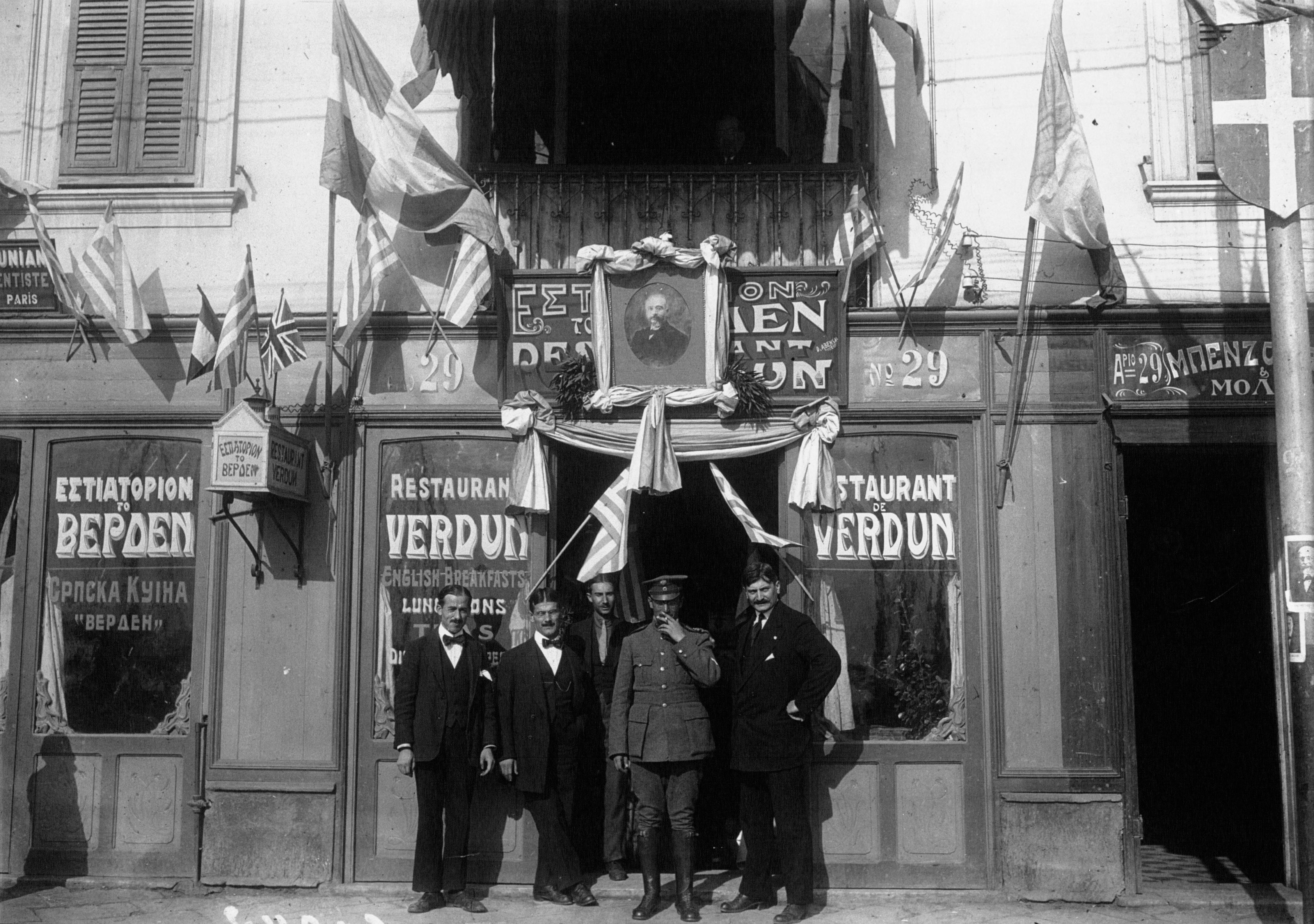
Ristorante "Verdun" a Salonicco, decorato a sostegno di Venizelos e del regime di difesa nazionale, 1916.

Questo incidente accese la fiamma di una più ampia rivolta il giorno successivo, il 30 agosto [17 agosto anno giuliano] da parte degli ufficiali filo-venizelisti della città. Al comando del tenente colonnello Epameinondas Zymvrakakis, circa 600 uomini della Gendarmeria cretese con tre compagnie di volontari al comando del maggiore Neokosmos Grigoriadis e altri trenta ufficiali bloccarono il quartier generale del III Corpo. Quando una compagnia al comando del colonnello Vagias cercò di sfondare il blocco, furono sparati colpi che uccisero due gendarmi e ferirono altri tre. In risposta, i cretesi risposero al fuoco, uccidendo o ferendo tre o quattro soldati. Lo scontro a fuoco fu fermato dall'intervento di ufficiali francesi. Sarrail arrivò sulla scena poco dopo e ordinò a tutti gli ufficiali greci che non si sarebbero uniti alla nuova rivolta del "Comitato di Difesa nazionale" e di essere spediti nel sud della Grecia. Le truppe lealiste furono disarmate e internate nella speranza che si unissero alla rivolta, ma nell'evento la maggior parte di loro si rifiutò e dovette essere inviata allo stesso modo nel sud della Grecia.
Singoli ufficiali provenienti da tutta la Grecia settentrionale iniziarono ad affluire a Salonicco, e il 15 settembre [2 settembre anno giuliano], la "Difesa Nazionale" ricevette il suo primo sostanziale rinforzo, quando il colonnello Nikolaos Christodoulou arrivò in città con i resti del IV Corpo che aveva rifiutato ad arrendersi e si era ritirato invece via Kavala e Samotracia. Già il 21 settembre [8 settembre anno giuliano], i volontari al comando del maggiore Grigoriadis formarono il 1º Battaglione dell'“Armata di Difesa Nazionale”, e partirono per il fronte lungo il fiume Strymon.

## Istituzione dello Stato di Difesa Nazionale

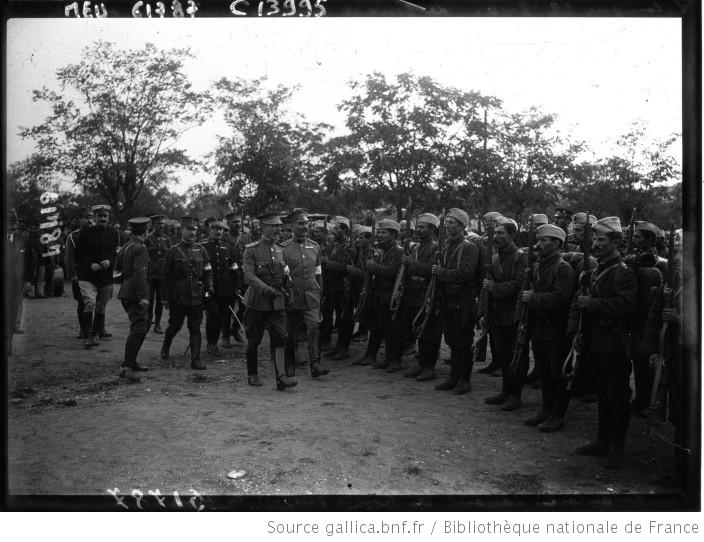
Gli ufficiali Zymvrakakis e Christodoulou ispezionano le truppe

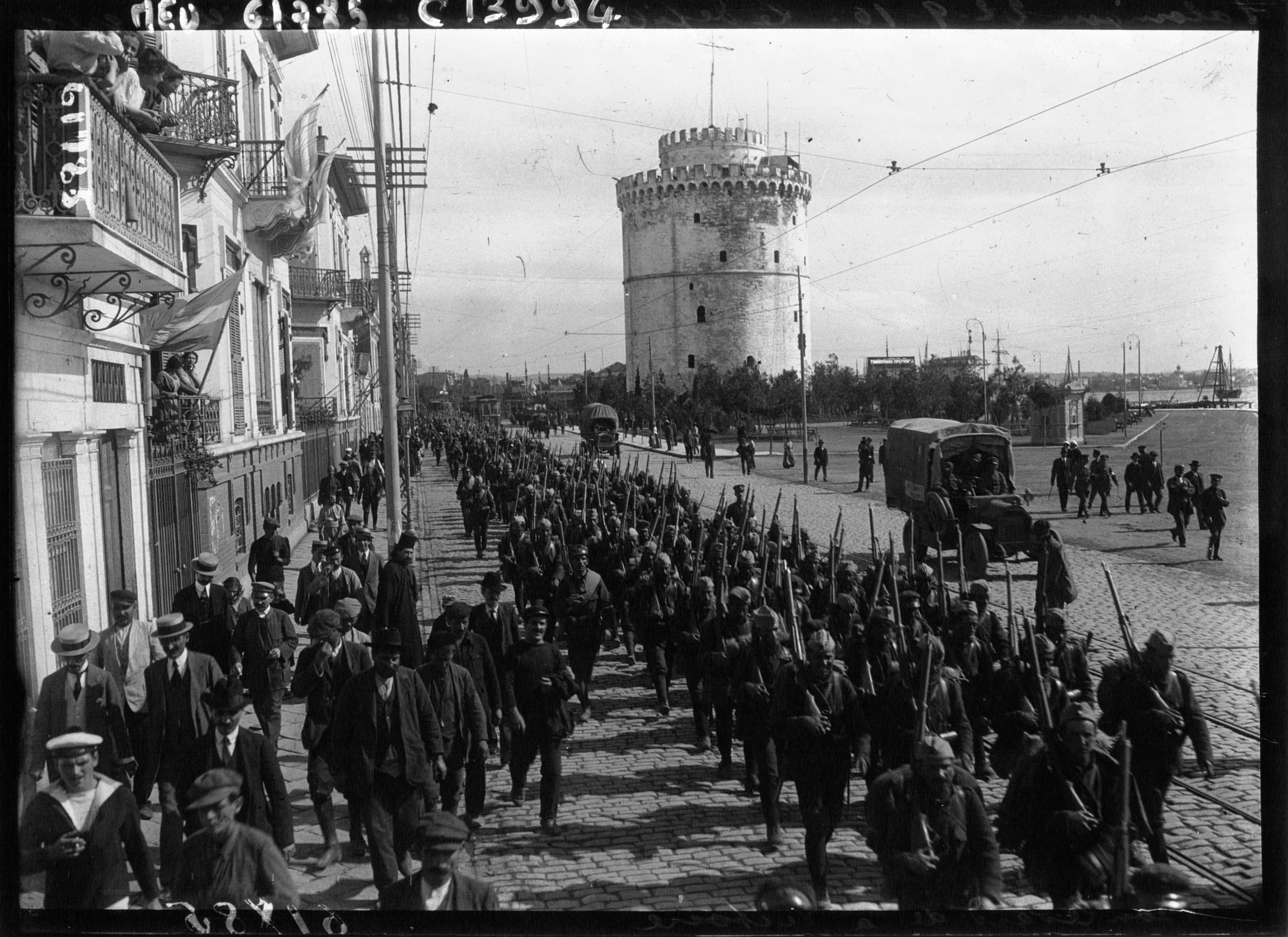
Il 1º Battaglione dell'Esercito di Difesa Nazionale marcia davanti alla Torre Bianca nel suo cammino verso il fronte.

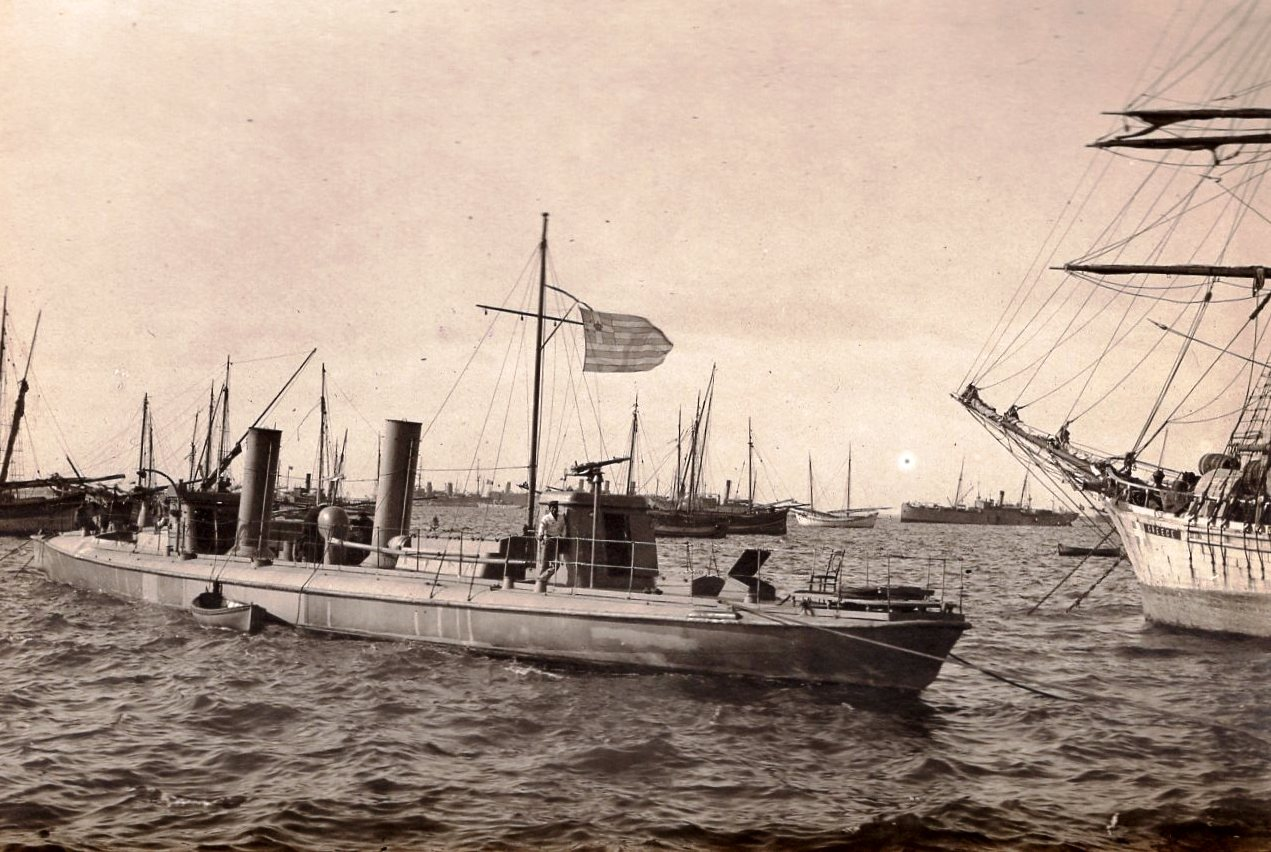
Una torpediniera greca al porto

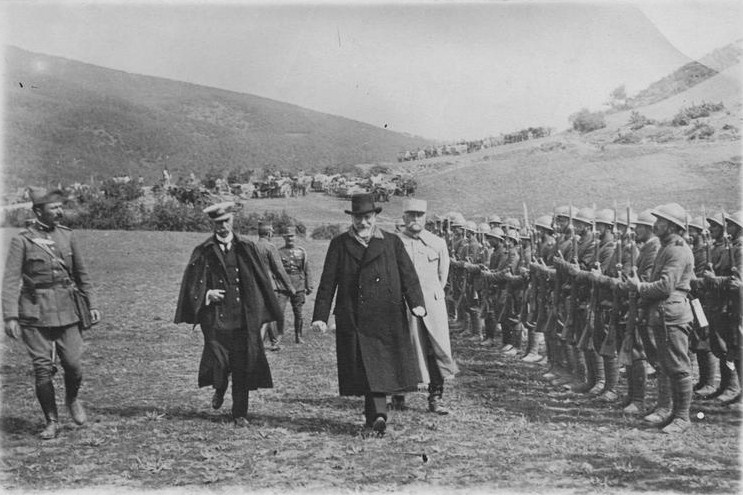
Venizelos ispeziona le truppe greche sul fronte macedone, accompagnato dall'ammiraglio Kountouriotis e dal generale Sarrail.

Lo stesso Venizelos con i suoi più stretti collaboratori lasciò Atene il 12/25 settembre, inizialmente per la sua isola natale di Creta, e da lì via Chios e Lesbo a Salonicco, dove arrivò il 7 ottobre [24 settembre anno giuliano]. Quattro giorni dopo, l'11 ottobre [28 settembre anno giuliano], formò un governo provvisorio sotto la guida suprema di un triumvirato composto da se stesso, il generale Panagiotis Danglis e l'ammiraglio Pavlos Koundouriotis (il "Triumvirato di Difesa Nazionale", Τριανδρία της Εθνικής Αμύνης).
Il 29 settembre/12 ottobre, il Maj Gen Emmanouil Zymvrakakis funominato Ministro dell'Esercito (sostituito il 6 dicembre dal Magg. Gen, Kōnstantinos Mīliōtīs-Komnīnos) e il 3 ottobre Nikolaos Politis fu nominato Ministro degli Esteri. Il 6 ottobre furono istituiti altri ministeri, eufemisticamente chiamati “Direzioni Generali”:
- Themistoklis Sophoulis, ministro degli Interni
- Miltiadis Negrepontis, ministro delle finanze
- Thalis Koutoupis, ministro dell'economia nazionale
- Dimitrios Dingas, ministro della giustizia
- Georgios Averof, ministro dell'Istruzione
- Alexandros Kassavetis, ministro dei trasporti
- Leonidas Embeirikos, ministro dell'approvvigionamento e della distribuzione alimentare
- Spyridon Simos, ministro per i rifugiati
- Andreas Michalakopoulos, ministro per i beni pubblici e il reinsediamento

I primi compiti del nuovo governo furono l'istituzione di un "Esercito di Difesa Nazionale" per combattere a fianco degli Alleati e il consolidamento per quanto più possibile del suo dominio della Grecia. Il governo provvisorio dichiarò guerra agli Imperi centrali il 24 novembre 1916, e decise di reclutare divisioni per il fronte macedone, cosa che fu ottenuta con rapidità e spesso spietatezza. Nonostante le richieste di alcuni ufficiali di abolire la monarchia e dichiarare una Repubblica, Venizelos scelse un percorso più moderato. Aveva dichiarato: "non siamo contro il re, ma contro i bulgari".
Lo Stato di Difesa Nazionale stabilì il controllo in Macedonia greca, Creta e nelle isole dell'Egeo settentrionale, terre che erano state appena liberate durante le guerre balcaniche. La riluttante e inquieta coesistenza dei due stati greci non era destinata a durare, poiché le rivolte della Noemvriana contro i Venizelisti ad Atene dimostrarono chiaramente che un riavvicinamento era ormai impossibile. All'inizio del 1917, lo Stato venizelista prese anche il controllo della Tessaglia, dopo gli scontri contro l'esercito lealista di Costantino.
La divisione del paese durò 9 mesi. Il 15 giugno 1917  un ultimatum alleato costrinse il re Costantino ad abdicare in favore del figlio secondogenito, Alessandro, e, con il resto della sua famiglia, a lasciare il paese per la Svizzera. Venizelos tornò ad Atene, come capo di una Grecia superficialmente riunificata, e la condusse alla vittoria a fianco degli Alleati nella prima guerra mondiale, ma anche al coinvolgimento nella successiva campagna dell'Asia Minore. Come tali, gli obiettivi immediati della "Difesa nazionale" furono raggiunti. Tuttavia la rivoluzione fu anche l'espressione dell'ampia spaccatura tra i venizelisti progressisti e quasi repubblicani e i conservatori monarchici/antivenizelisti, e il suo scoppio segnò anche l'inizio dello scisma nazionale greco che avrebbe lasciato un'eredità problematica al paese, che continuò in varie forme fino agli anni '70.

## Nella cultura popolare
Una canzone popolare dell'epoca che celebrava il movimento fu eseguita dal musical Estudiantina di Smirne chiamato Tis aminis ta pedià (i ragazzi della difesa) o il Macedon.
La canzone fu eseguita anche nel film Rebetiko di Costas Ferris nell'orchestrazione di Stavros Xarchakos.